# Asynetha
Asynetha é um gênero de mariposa pertencente à família Acrolophidae.